# Křížový vrch (Broumovská vrchovina)
Křížový vrch (německy Holsterberg) leží nedaleko Adršpachu respektive Dolního Adršpachu a je částečně tvořen nevelkým skalním městem s dvěma pásmy pískovcových věží a stěnou Štít.

## Křížová cesta
Na vrch vede Křížová cesta ze 17. století se souborem litinových reliéfů restaurovaných v polovině osmdesátých let 20. století. Na vrcholu na kamenném podstavci je s plastikami tří svatých – Anny, Josefa a Jana Nepomuckého – umístěn železný kříž z poloviny 19. století.

## Přírodní rezervace
V prostoru vrchu se nachází přírodní rezervace Křížová cesta.

## Horolezectví
Pískovcová skalní oblast Křížového vrchu je hojně horolezecky využívána. Celkem je zde popsáno 981 lezeckých cest. Zcela bez omezení je přístup na Jižní věž a křížový hřeben, zatímco na Zdoňovském oblouku platí ve větší míře časová omezení nebo úplný zákaz a na Zdoňovské Hejdě, která je součástí II. zóny Chráněné krajinné oblasti Broumovsko, lezení nebylo povoleno ani v minulosti.